# Бульвар Негруцци
Бульвар Негруцци (рум. Bulevardul Constantin Negruzzi) — улица города Кишинёва, связывающая бульвар Гагарина с проспектом Штефана чел Маре. Назван в честь молдавского писателя Константина Негруцци.

## История
Изначально на месте нынешнего бульвара Негруцци находилась узкая, мощёная брусчаткой Вокзальная улица. Именно по ней ходила конка (с 1913 года — трамвай) от железнодорожного вокзала до улицы Александровской (нынешний проспект Штефана чел Маре).
Прокладка бульвара Негруцци была одним из первых мероприятий, которые были проведены в городе согласно Генеральному плану восстановления и реконструкции Кишинёва (разработанного под руководством архитектора Щусева). По первоначальному проекту, южная сторона бульвара была застроена пятиэтажными домами. Также в это время была построена гостиница «Кишинэу». В 1967 — 1972 годах на северной стороне бульвара были построены несколько десятиэтажных домов. К этим крупнопанельным домам были пристроены на уровне первых этажей различные магазины и учреждения обслуживания. Подобные дома создавались по проекту, совместно разработанному учреждениями ЦНИИЭП жилища и институтом «Молдгипрострой». Эти здания были первым в СССР опытом строительства здания подобной конструкции в сейсмоопасной зоне (восьмибалльная сейсмичность).
Изначально бульвар Негруцци был проложен с разделительной полосой из зелёных насаждений. В 1981 году была проведена реконструкция бульвара, убрана центральная полоса, расширена проезжая часть. Зелёные насаждения сохранены в виде полос вдоль бульвара с обеих сторон.
С 15 июня 2015 года по 26 августа 2016 года бульвар Негруцци был закрыт для движения транспорта для проведения ремонтных работ на участке в 350 метров.

## Современное состояние
В настоящее время на бульваре Негруцци располагаются центральная стоматологическая клиника Кишинёва, а также гостиницы «Космос» и «Кишинэу», офис авиакомпании «Air Moldova». По краям бульвара расположены памятник Григорию Котовскому (1954) и Монумент освободителям от фашистской оккупации (1969).
По бульвару проходят несколько маршрутов городского пассажирского транспорта.